# Charles-Joseph-Benoît d’Argenteau

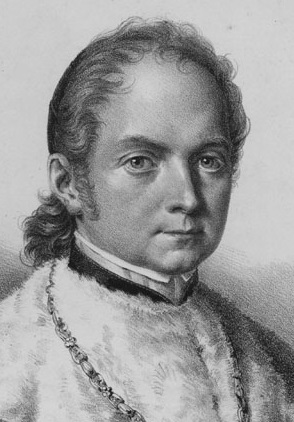
Charles-Joseph-Benoît d’Argenteau, Lithografie von Franz Hanfstaengl, 1828

Charles-Joseph-Benoît d’Argenteau (italienisch Carlo Giuseppe Benedetto Mercy d’Argenteau; * 17. März 1787 in Lüttich; † 16. November 1879 ebenda) war ein belgischer Diplomat des Heiligen Stuhls, Erzbischof und Nuntius in München.

## Leben
Er entstammte dem Adelsgeschlecht der Argenteau und war der Sohn des Grafen Joseph-Louis-Eugène d’Argenteau und dessen Ehefrau Marie-Josèphe Gräfin von Limburg-Stirum. Sein Vater war Kammerherr des Statthalters der Österreichischen Niederlande Karl Alexander von Lothringen. Sein Onkel Florimond-Charles de Mercy-Argenteau (1727–1794) war von 1766 bis 1792 österreichischer Botschafter am französischen Hof in Versailles; sein älterer Bruder und Titelerbe, François de Mercy-Argenteau (1780–1859), war Botschafter Napoleons am bayrischen Hof, später Gouverneur von Brabant und Kämmerer des Königs Wilhelm I. der Niederlande.
Charles d’Argenteau trat 1807 in die napoleonische Armee ein und nahm an Feldzügen in Portugal, Spanien, Russland und Deutschland teil. Ausgezeichnet mit dem Kreuz der Ehrenlegion verließ er den Dienst im Jahre 1814 im Rang eines Husaren-Oberst. Danach wurde er Adjutant des Königs der Niederlande Wilhelm I.
Nach dem plötzlichen Tod seiner Verlobten, Cécile de La Tour du Pin (1800–1817), am Vorabend ihrer Hochzeit erfuhr er einen Sinneswandel und trat in Rom in den Dienst der Kurie. Vor dem 4. September 1824 päpstlicher Hausprälat, ernannte Papst Leo XII. ihn am 9. Dezember 1824 zum Apostolischen Protonotar. Die Priesterweihe empfing er am 10. August 1825.
Am 2. Oktober 1826 wurde Charles d’Argenteau zum Titularerzbischof von Tyrus ernannt. Die Bischofsweihe spendete ihm am nächsten Tag Kardinalstaatssekretär Giulio Maria della Somaglia, Kardinalbischof von Ostia und Velletri; Mitkonsekratoren waren der Lateinische Patriarch von Antiochia Lorenzo Girolamo Mattei und Erzbischof Antonio Luigi Piatti. Er verließ Rom am 15. Februar 1827 und reiste nach München, wo er elf Jahre als Nuntius im Königreich Bayern wirkte. Am 27. April 1837 zog er sich nach Lüttich zurück, wo er Dekan des Kapitels der Kathedrale von Lüttich wurde.
Von Napoleon III. zum Großoffizier der Ehrenlegion befördert, starb er am 16. November 1879 in Lüttich.

## Auszeichnungen
- Chevalier de la Légion d’Honneur
- Grand Officier de la Légion d’Honneur